# LK (véhicule spatial)
Pour les articles homonymes, voir LK.

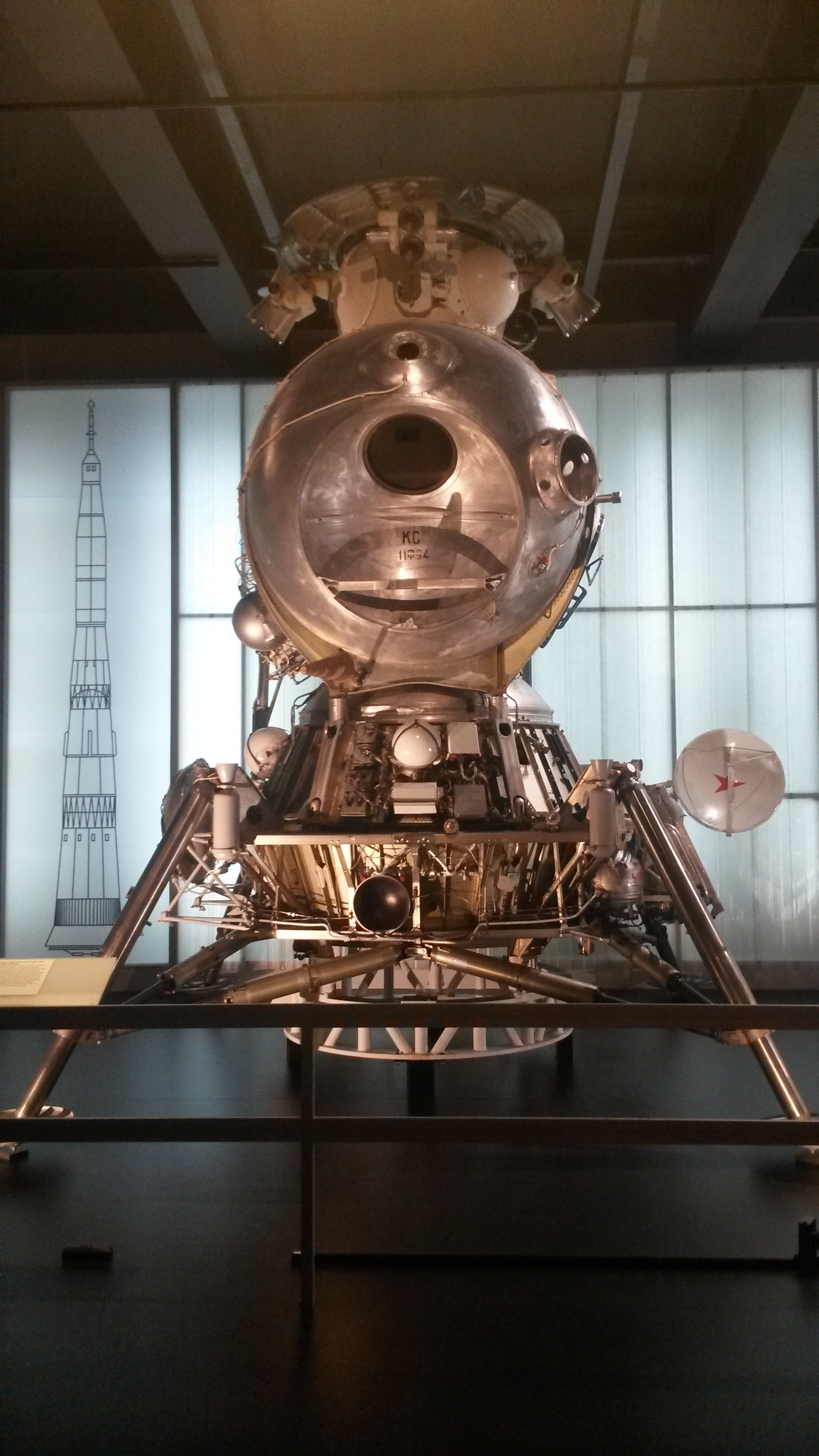
LK, dans un musée.

Le LK (en russe : Лунный корабль, Lounnyï korabl c'est-à-dire vaisseau lunaire) est un véhicule spatial soviétique développé pour déposer un équipage sur la Lune dans le cadre du programme lunaire habité soviétique. Ce programme nécessitait par ailleurs la construction du lanceur géant N-1 et du vaisseau spatial habité LOK. Le LK joue un rôle équivalent au module lunaire Apollo (LEM), développé dans le cadre du programme Apollo concurrent, mais la capacité réduite du lanceur N-1 utilisé pour lancer les vaisseaux lunaires soviétiques limite sa masse à 5,5 tonnes, soit trois fois moins que celle du LEM, et ne lui permet d'emporter qu'un seul cosmonaute. Le développement du module LK démarre début 1965, avec pour objectif de disposer d'une version opérationnelle en 1968. Des retards, qui affectent l'ensemble du projet lunaire soviétique, en particulier le lanceur N-1, entrainent un glissement du calendrier initial. Le module LK est testé avec succès à trois reprises en 1970 et 1971 en orbite basse terrestre. En 1974, le programme lunaire habité est arrêté, sans que le module LK ait pu effectuer une seule des missions auxquelles il était destiné.

## Contexte: la course à la Lune
Le programme Apollo de la NASA, visant à poser un homme sur la Lune avant la fin 1970, est lancé par le président américain Kennedy le 25 mai 1961, essentiellement pour des raisons de prestige et de politique internationale. En effet, les succès de l'astronautique soviétique, qui vient de réussir un grand nombre de premières spatiales depuis le début de l'ère spatiale (premier satellite artificiel, première sonde spatiale, premier homme dans l'espace), portent un coup à l'image de puissance dominante des États-Unis, alors que la guerre froide entre les deux superpuissances bat son plein. Les dirigeants soviétiques ne relèvent pas le défi spatial américain en partie parce qu'ils sous-estiment la capacité de la NASA à rattraper son retard. Dès 1960, Sergueï Korolev, à l'origine des succès les plus éclatants de l'astronautique soviétique, commence pourtant à concevoir une mission lunaire reposant sur le développement de la fusée géante N-1, mais son projet n'obtient aucun soutien. Toutefois, avec trois ans de retard sur les américains, le dirigeant soviétique Khrouchtchev décide, en constatant les progrès de la NASA, de lancer le 3 août 1964 le Programme lunaire habité soviétique. Pour disposer d'un lanceur suffisamment puissant, Korolev réclame le développement de moteurs cryogéniques performants (c'est-à-dire utilisant de l'hydrogène liquide, comme ceux en cours de développement aux États-Unis), mais il se heurte au refus de Valentin Glouchko, qui possède un quasi-monopole sur la fabrication des moteurs-fusées de forte puissance. En l'absence d'alternative immédiatement disponible, Korolev doit utiliser des moteurs beaucoup moins performants : la capacité du lanceur N-1, utilisé pour placer en orbite les vaisseaux lunaires soviétiques, est seulement 70 % celle de la fusée Saturn V jouant un rôle équivalent pour la Lune.

## Déroulement du projet

### Choix du scénario de la mission lunaire
En 1960, Korolev prévoit d'envoyer des hommes à la surface de la Lune selon le scénario dit de « rendez-vous orbital terrestre » qui avait également été étudié puis abandonné par la NASA en 1961. Selon ce scénario, un ensemble pesant 200 tonnes est assemblé en orbite basse terrestre à partir d'éléments lancés par trois tirs de la fusée N1. Le « train lunaire » comprend un étage de 138 tonnes chargé de lancer l'ensemble vers la Lune, un étage de 40 tonnes chargé de freiner et de poser un vaisseau à la surface de la Lune. Ce dernier qui pèse 21 tonnes dispose d'un moteur à poussée modulable pour effectuer un atterrissage en douceur. Il redécolle en laissant le train d'atterrissage sur la Lune et propulse le vaisseau Soyouz L1 en direction de la Terre. Ce scénario, très couteux à implémenter, est refusé par les dirigeants soviétiques.
Pour poser un homme sur la Lune, Korolev choisit finalement comme les américains le scénario du « rendez-vous orbital lunaire » qui permet d'optimiser la masse à lancer : une fusée unique (la N1 pour les soviétiques, Saturn V pour les américains) propulse vers la Lune un ensemble comprenant :
- un vaisseau destiné à revenir sur Terre (vaisseau LOK pour les soviétiques) ;
- un étage (bloc D) chargé de placer en orbite lunaire l'ensemble puis d'annuler pratiquement toute la vitesse orbitale ;
- un module, baptisé LK, dont le seul rôle est de poser son équipage sur le sol lunaire puis de le ramener en orbite. Contrairement au module lunaire Apollo, LK ne comprend pas un étage de descente et un étage de remontée : le même ensemble de propulsion prend en charge ces deux opérations. Le module lunaire est abandonné sur l'orbite lunaire par son équipage qui revient sur Terre à bord du vaisseau LOK. Ce dernier est une version dérivée du vaisseau Soyouz[2].

### Développement du LK

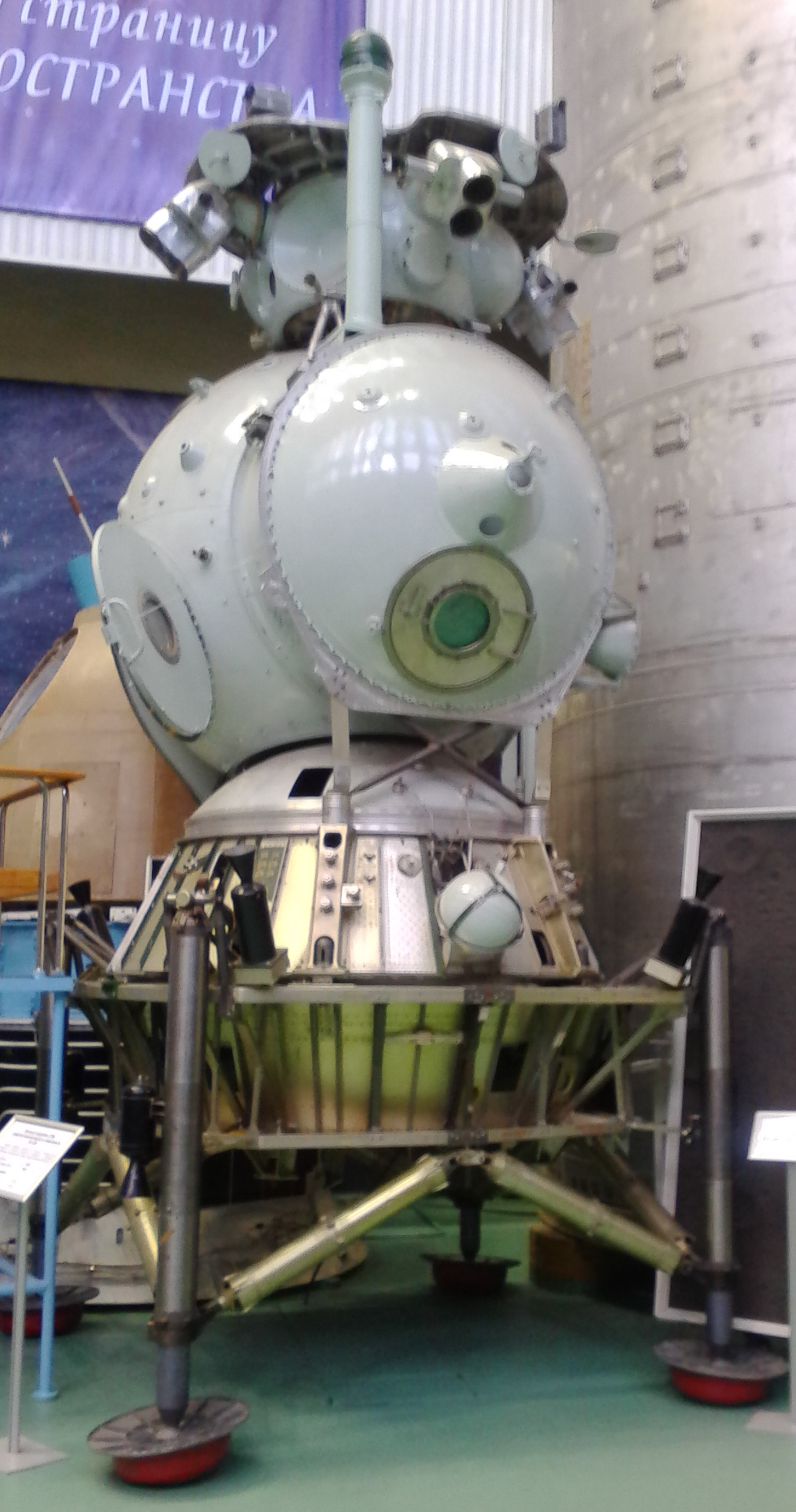
Maquette du vaisseau LK.

La conception générale du module LK est achevée fin 1964. Le décret officiel autorisant son développement parait le 26 janvier 1965. Il prévoit la fabrication de 4 modules LK en 1966, 6 en 1967 et 6 en 1968. Le premier tir du lanceur N1 est prévu en 1966 avec un premier atterrissage sur la Lune en 1967 pour pouvoir arriver sur la Lune avant la NASA. Cette dernière prévoit de faire atterrir le module lunaire Apollo vers 1969. Pour les soviétiques, la contrainte de masse extrêmement forte, l'objectif de délai très court et une industrie très en retard dans le domaine de l'électronique vont constituer des handicaps particulièrement importants pour le développement du module LK. Les plans initiaux qui prévoyaient un module lunaire LK d'une masse de 2 tonnes avec un équipage de deux personnes, s'avèrent complètement irréalistes en cours du développement. La masse du module lunaire monte à 5,5 tonnes, masse maximale autorisée par le lanceur N1 (à comparer aux 15 tonnes du module lunaire américain), et le module LK développé ne permet de déposer sur la Lune qu'un  seul cosmonaute. L'établissement OKB-1 dirigé par Korolev est le chef de file pour la réalisation du LK et sous-traite la propulsion principale à l'OKB-586 de Mikhail Yanguel .

### Les choix d'architecture du module LK
Plusieurs choix d'architecture ont été particulièrement débattus :
- afin de limiter sa masse, le module lunaire dispose d'un système d'amarrage simple dépourvu d'écoutille. Pour passer du vaisseau LOK au module LK, le cosmonaute effectue une sortie extravéhiculaire ;
- la réalisation d'un étage de descente distinct de l'étage de remontée aurait permis d'économiser de la masse mais cette option soulevait de nombreux problèmes, mal maitrisés au début du projet, et ne fut pas implémentée ;
- le radar chargé de piloter l'atterrissage joue un rôle crucial car la précision des données fournies avait une incidence directe sur la quantité d'ergols consommés durant la phase d'atterrissage. Le responsable du programme, Vassili Michine, qui avait succédé à Korolev après le décès de celui-ci, avait fixé la quantité d'ergols allouée à l'atterrissage à 280 kg ce qui nécessitait une trajectoire d'atterrissage particulièrement optimisée. Des tests du radar réalisés à bord d'un chasseur Mig 17 permirent de constater que les informations retournées étaient erronées de plusieurs ordres de grandeur. La version finale du radar sera également utilisée par les sondes lunaires Ye-8 et prouvera dans le cadre de leur mission leur bon fonctionnement ;
- pour pouvoir se poser sur un site lunaire éloigné de l'équateur, il fallait que le module LK puisse effectuer, en décollant de la Lune, une manœuvre de grande précision pour rejoindre le plan orbital du vaisseau LOK. Cela nécessitait de disposer d'un équipement capable à la fois de déterminer la position précise du module en vol et d'effectuer les calculs complexes nécessaires pour déterminer l'orientation de la poussée des moteurs et sa durée. Après avoir envisagé plusieurs solutions, une solution de complexité intermédiaire, reposant sur un calculateur analogique permettant de déterminer l'angle du vecteur de poussée par rapport à la verticale, est adoptée ;
- un des problèmes les plus complexes touchant l'architecture du module concernait le positionnement du centre de masse du module. Celui-ci ne devait pas s'écarter de l'axe de la poussée du moteur de plus de 30 mm pour que le vol du LK reste stable. Cela eut une profonde influence sur la géométrie et le positionnement des réservoirs d'ergols ainsi que le positionnement des batteries logées au niveau du train d'atterrissage.

### Maquettes et modèles de test
Plusieurs maquettes ou modèles de test sont réalisés pour mettre au point et qualifier le module LK dont :
- une maquette destinée à tester les procédures de sortie extravéhiculaires ;
- un banc d'essais électrique (surnommé oiseau de fer) destiné à valider le fonctionnement des systèmes de contrôle ;
- une maquette électrique ;
- une maquette pour tester le fonctionnement des antennes ;
- trois versions du bloc E pour les tests de mise à feu sur les bancs d'essais.

La validation du train d'atterrissage et l'entrainement des cosmonautes sont effectués en utilisant un hélicoptère Mi-4 spécialement équipé et sur des simulateurs reproduisant chacun une partie du déroulement de la mission.

### Tests en vol
Alors que pour des raisons d'économie aucun test en vol préalable n'est prévu pour le vaisseau LOK, trois tests sont réalisés pour vérifier le fonctionnement du module LK. Toutefois, contrairement à ce qu'auraient souhaité les concepteurs du vaisseau, ces tests se font sans équipage. Le LK est à chaque fois lancé par une fusée Soyouz-L, version du lanceur dont la coiffe a été élargie pour accueillir le module LK. Celui-ci n'est pas une réplique exacte du modèle de vol : le train d'atterrissage, les antennes, l'échelle de descente n'ont pas été montés, par contre des instruments destinés à mesurer le comportement du module ont été ajoutés. Le premier vol a lieu le 24 novembre 1970 sous l'appellation Cosmos 379. Une fois en orbite le module lunaire simule la séquence d'atterrissage en mettant à feu son moteur principal et en incorporant une période de survol du terrain ce qui fait passer l'orbite de 191 × 237 km à 192 × 1 210 km puis après une pause de un jour et demi qui simule le déroulement d'une mission réelle, le moteur est mis à feu à nouveau pour réaliser la remontée en orbite lunaire ce qui fait passer l'orbite du module LK à 177 × 14 041 km. Enfin, les manœuvres de rendez-vous et d'amarrage avec le LOK sont simulées. L'ensemble du test se déroule de manière nominale. Le deuxième test, Cosmos 398, effectué le 26 février 1971, qui simule un atterrissage avorté et le troisième test, Cosmos 434, réalisé le 12 aout 1971, qui simule l'utilisation du moteur de secours, se déroulent de manière tout aussi nominale. Comme pour tout le programme lunaire, l'objectif de tous vols est tenu secret. Mais au cours de l'été 1981, soit dix ans plus tard, des rumeurs se mettent à circuler dans les pays occidentaux selon lesquelles le satellite Cosmos 434, dont l'orbite s'est dégradée au point d'entamer sa rentrée atmosphérique, contient du combustible nucléaire. Le porte-parole du ministère des Affaires étrangères soviétiques déclare à l'époque que le satellite ne contient aucune source d'énergie nucléaire mais constitue un vaisseau lunaire expérimental. C'est la première fois que les autorités soviétiques reconnaissaient, certes de manière indirecte, l'existence d'un programme lunaire habité.

### Abandon du projet lunaire
Gravement handicapé par la mort de Korolev en 1966 et par l'insuffisance des moyens financiers, le développement de la fusée N-1 rencontre des problèmes majeurs (4 vols, 4 échecs en 1969-1971). Ces échecs répétés, le coût du projet et la disparition de l'enjeu de prestige associé au débarquement sur la Lune à la suite de la réussite du programme Apollo de 1969 aboutissent à l'abandon du projet de débarquement sur la Lune le 2 mai 1974. Ce n'est qu'avec la glasnost à la fin des années 1980 que commenceront à paraître quelques informations sur le sujet et il fallut attendre la chute de l'URSS pour que la réalité du programme lunaire soviétique soit reconnue par les dirigeants russes.
Des exemplaires du module LK sont conservés dans plusieurs emplacements : un modèle de vol se trouve au musée MAI de Moscou, un modèle ingénierie à l'université Bauman d'Orevo (Moscou) ainsi que d'autres versions à Saint-Pétersbourg, dans l'établissement Energia situé à Korolev au nord de Moscou et enfin un bloc E uniquement dans l'établissement KB Yuzhnoye (qui a développé la propulsion principale) en Ukraine.

## Caractéristiques techniques

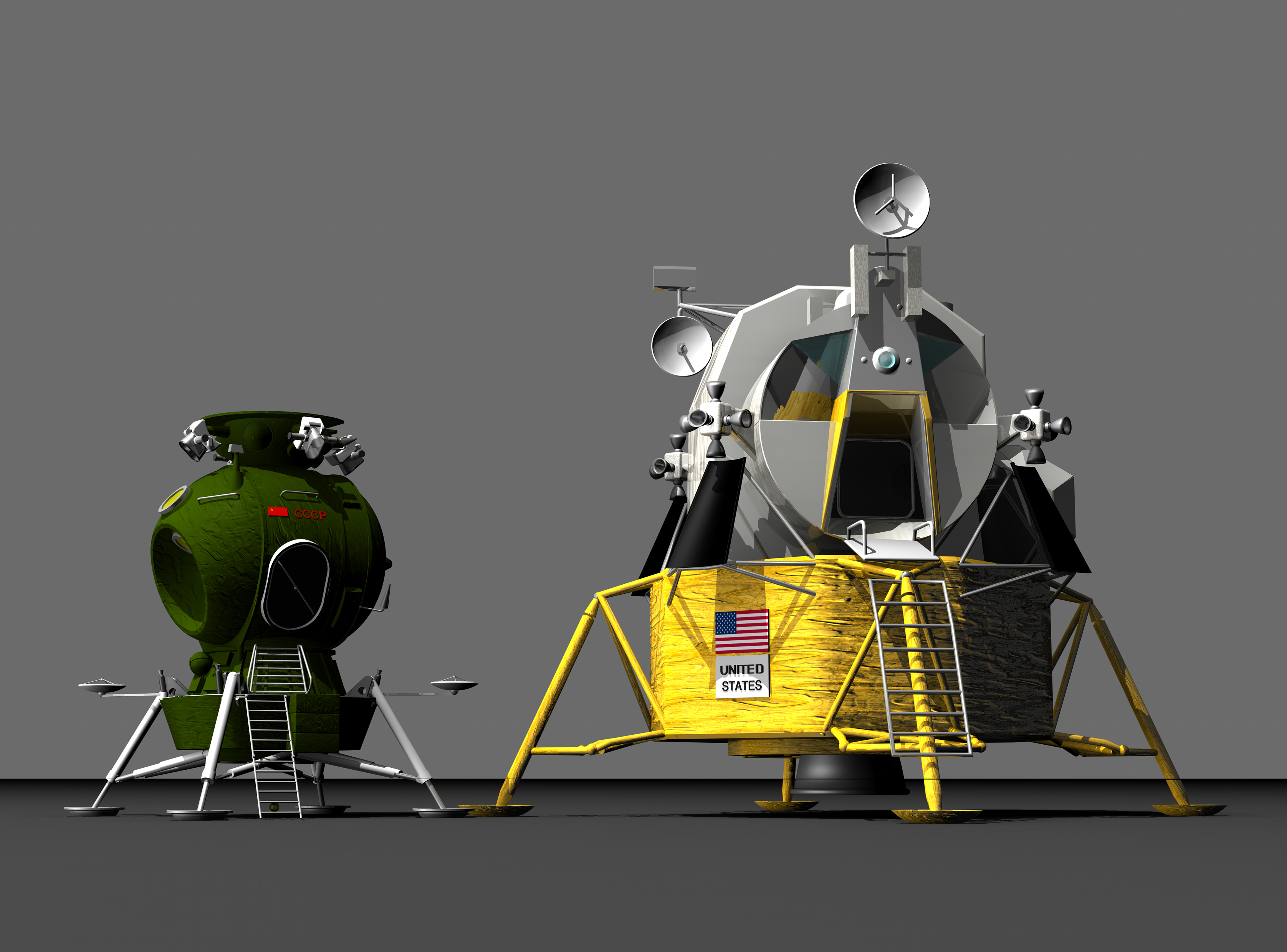
Pour compenser la puissance plus faible du lanceur N-1, les Soviétiques avaient conçu un module lunaire beaucoup plus léger (ici à gauche du module américain) transportant un seul cosmonaute

La capacité de lancement du lanceur géant soviétique fusée N-1 était égale à seulement 70 % de celle du lanceur américain Saturn V chargé de lancer le vaisseau et le module lunaire Apollo. Pour parvenir à envoyer un homme sur la Lune, les équipes de conception soviétiques ont dû concevoir une mission au déroulement différent avec un atterrisseur trois fois plus léger (5,5 tonnes contre 15/16 tonnes) ne permettant d'emporter qu'un seul homme.
Le module lunaire LK comprend quatre sous-ensembles qui sont de bas en haut :
- le train d'atterrissage LPU. C'est le seul composant qui reste sur la Lune lorsque le LK décolle de la surface. Il sert de plate-forme de décollage ;
- l'étage Bloc E, qui comprend les moteurs principaux et les réservoirs, prend en charge à la fois la phase d'atterrissage finale et le retour en orbite lunaire ;
- le compartiment pressurisé dans lequel se tient le cosmonaute ;
- le système de contrôle d'attitude regroupant les moteurs chargés de modifier l'orientation du LK coiffé par le système d'amarrage.

### Le train d'atterrissage LPU
Le train d'atterrissage LPU (Lunniy Posadocnie Ustroistviy) est conçu pour permettre un atterrissage sur une pente de 30° compte tenu d'un centre de masse situé à 2,5 mètres au-dessus du sol. Quatre petites fusées à propergol solide situées près du point d'attache des pieds du train d'atterrissage sont mises à feu au moment où le module touche le sol pour le plaquer sur le sol et empêcher qu'il ne se renverse. Tous les équipements qui peuvent rester sur le sol lunaire au moment du décollage sont fixés sur le LPU : le radar altimètre, les antennes paraboliques, une partie des batteries, trois réservoirs d'eau utilisée pour le contrôle thermique par évaporation, la caméra vidéo chargée de filmer le déroulement des opérations durant la sortie extravéhiculaire et les différents équipements déployés dans le cadre des activités sur le sol lunaire. La masse de cet ensemble est évaluée à 1 440 kg.

### Le compartiment pressurisé
Le compartiment pressurisé a une forme pratiquement sphérique avec un compartiment contenant une partie des équipements (électronique, batteries, système radio...) qui fait saillie sur le côté. Les dimensions extérieures du module de 2,3 × 3 m permettent tout juste d'accueillir dans un intérieur très encombré un seul cosmonaute revêtu de sa combinaison spatiale. Celui-ci est fixé par des harnais devant des consoles d'instruments et les manettes de contrôles. Pour que le cosmonaute puisse voir la zone d'atterrissage, un hublot est installé face à lui à un endroit où la coque du compartiment comporte un renflement concave permettant d'avoir une vue verticale. Un second hublot, plus petit, situé au-dessus du premier, est utilisé pour la manœuvre de rendez-vous avec le vaisseau LOK. À l'extérieur du compartiment se trouvent quatre antennes, deux antennes omnidirectionnelles pour les communications et deux antennes utilisées par le radar de rendez-vous. Initialement, les concepteurs du LK avaient prévu une atmosphère d'oxygène pur car cela permettait de diminuer la pression et donc l'épaisseur des parois (solution retenue sur le module lunaire américain). Mais un tel système, inhabituel sur les vaisseaux soviétiques qui utilisent toujours une atmosphère azote/oxygène, nécessitait de développer des équipements nouveaux et donc coûteux. Le mélange azote/oxygène est finalement retenu mais avec une proportion d'azote plus faible permettant de faire tomber la pression à 560 mmHg et donc de gagner du poids sur la masse de la structure. Le contrôle thermique est pris en charge par un système comportant un échangeur gaz-liquide et des ventilateurs. Le système de support vie est conçu initialement pour fonctionner durant 48 heures.

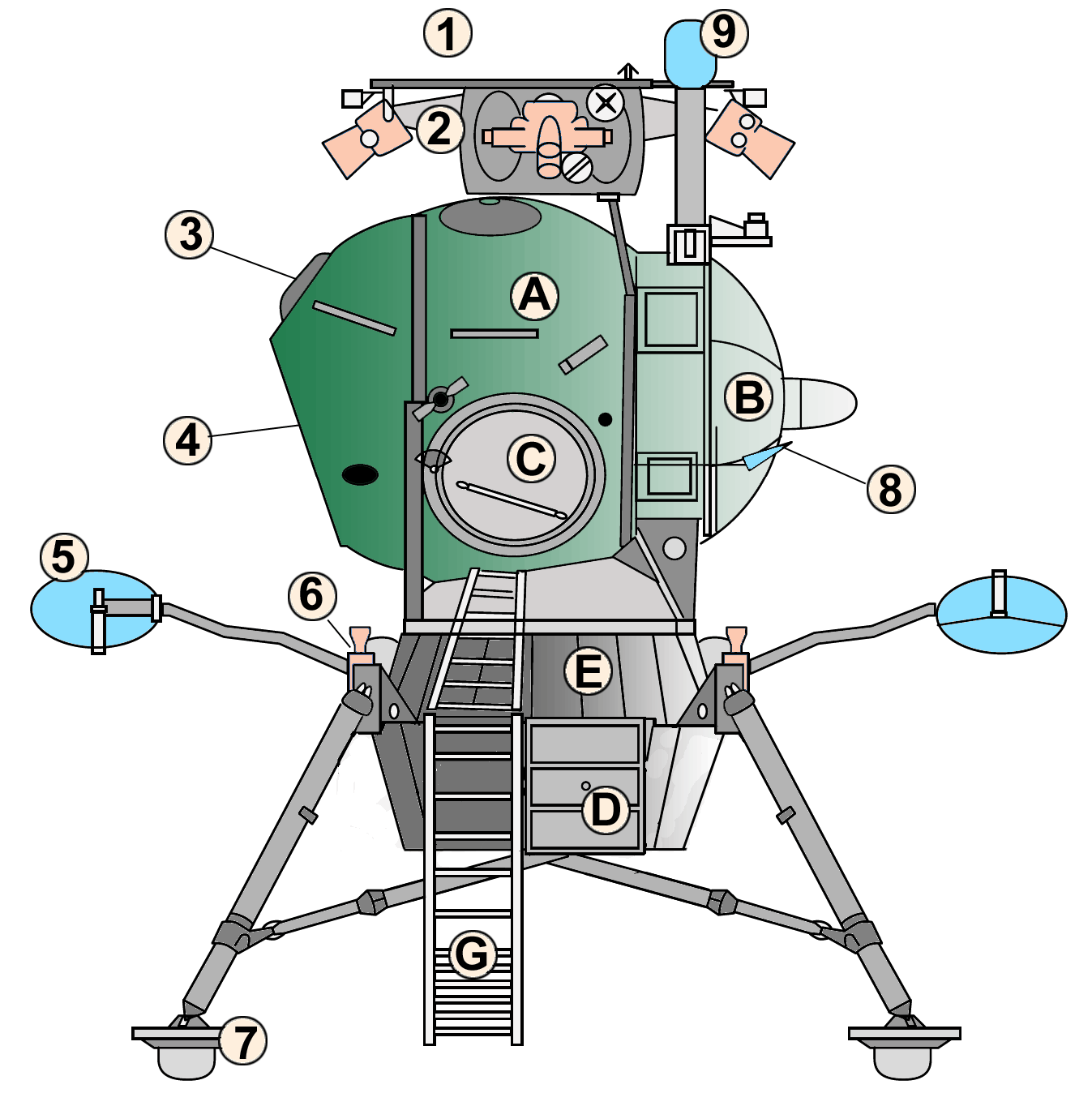
Schéma du module LK : 1 Système d'amarrage « Contact », 2 Contrôle d'attitude, 3 Hublot rdv avec LOK, 4 Hublot atterrissage, 5 Antennes radar altimètre, 6 Fusée utilisée à l'atterrissage, 7 Pied du train d'atterrissage, 8 Antenne omnidirectionnelle, 9 Antenne radar rendez-vous, A Partie pressurisée, B Compartiment équipements, C Écoutille, D Batteries, E Bloc moteurs et réservoirs ergols.

### L'étage propulsif: le bloc E
Le bloc E regroupe l'ensemble de la propulsion principale du module LK. La fiabilité exigée pour cet ensemble propulsif, dont dépendait la survie du cosmonaute, était de 99,976 % c'est-à-dire un taux jamais exigé jusque-là. Pour parvenir à tenir cet objectif tout en limitant la masse qui représentait près de 50 % du total, le chef de projet Boris Goubanov, qui développera plus tard la propulsion d'Energia, choisit d'associer un moteur-fusée RD-858 à poussée modulable de 856 kg à 2 tonnes et un moteur de secours RD-859 de poussée fixe de 2 tonnes à deux chambres de combustion et deux tuyères (pour conserver une poussée dans l'axe vertical du module). Les deux engins brûlent un mélange hypergolique d'UDMH et de peroxyde d'azote. Le moteur de secours est mis à feu en même temps que le moteur principal au décollage puis est éteint lorsque le moteur principal atteint sa pleine poussée si le fonctionnement de ce dernier est estimé satisfaisant. Pour conserver le centre de masse le plus bas possible et accroître la stabilité du module LK, le réservoir contenant l'oxydant de forme toroïdale entoure le propulseur principal tandis que le carburant est stocké dans un réservoir de forme lenticulaire. Des déflecteurs entourent la sortie des tuyères qui émergent à peine de la structure pour empêcher l'ingestion de sol lunaire au moment de l'atterrissage. Sa masse à vide est passée de 510 kg à 550 kg durant la phase de conception tandis qu'il embarque 2,4 tonnes de carburant (dont 280 kg destinés à l'atterrissage) dans deux réservoirs d'une capacité de 2,2 m3,.

### Le système d'amarrage et de contrôle d'attitude
Le système de contrôle d'attitude est situé dans un compartiment haut de 0,68 mètre situé au sommet du module pressurisé. Il comprend deux réservoirs contenant 100 kg d'ergols qui alimentent les propulseurs par mise sous pression. Le système de propulsion comprend 4 grappes de 4 moteurs consommant tous un mélange hypergolique d'UDMH et de peroxyde d'azote. Ces moteurs sont organisés en deux sous-ensembles à la fois autonomes et redondants. Chaque sous-système comporte 2 moteurs de 40 kg de poussée agissant sur le tangage, 2 moteurs de 40 kg de poussée contrôlant les mouvements de lacet et 4 moteurs de 10 kg de poussée agissant sur le roulis. Les moteurs sont capables de fournir des micropoussées d'une durée de 9 millisecondes.
Le système d'amarrage utilisé par le module LK après la remontée du sol lunaire est conçu pour être léger et simple et s'inspire du système développé pour la version 7K-OK du vaisseau Soyouz. L'absence d'écoutille permet d'alléger fortement le dispositif mais impose au cosmonaute qui descend sur la Lune d'effectuer en orbite une sortie extravéhiculaire pour embarquer dans le module LK et d'en effectuer une nouvelle à son retour de la Lune. Selon les concepteurs à l'origine de ce choix, celui-ci ne nécessite pas de nouveaux développements puisqu'une sortie extravéhiculaire dans une configuration proche est effectuée sur le sol lunaire. Le système d'amarrage baptisé « Contact » est encore plus simple que celui du module Soyouz car il n'est utilisé qu'une seule fois. Il est constitué côté LOK, qui a le rôle actif durant les manœuvres de rendez-vous, d'une sonde avec un amortisseur de choc. Celle-ci doit être engagée dans une structure plate en nid d'abeilles d'un mètre de diamètre, située sur le module lunaire LK, comportant 108 ouvertures de forme hexagonale qui, chacune, peut verrouiller l'extrémité de la sonde. Ce système permet de réaliser un amarrage sans que l'alignement des deux vaisseaux soit parfait. La connexion est uniquement mécanique. Une antenne du radar de rendez-vous est installée à proximité immédiate de la platine d'amarrage et  tandis que deux autres antennes sont fixées de part et d'autre du module pressurisé. Le système Contact est développé par la même entreprise que le système Igla installé sur les vaisseaux Soyouz.
|                                      | Module lunaire LK                                                                                             | Module lunaire Apollo                                                                       |
| ------------------------------------ | --- | ------------------------------------------------------------------------------------------- |
| Équipage :                           | 1 cosmonaute                                                                                                  | 2 astronautes                                                                               |
| Dimensions                           | |                                                                                             |
| Hauteur                              | 5,20 m | 7 m.                                                                                        |
| Diamètre                             | 2,25 m | 4,27 m                                                                                      |
| Volume pressurisé                    | 5,00 m3 | 4,50 m3                                                                                     |
| Empattement                          | 4,50 m | 9,07 m                                                                                      |
| Masse                                | |                                                                                             |
| Total :                              | 5,56 t. | 15/16 t.                                                                                    |
| Masse au décollage :                 | 3,8 t. | 4,5 t.                                                                                      |
| Carburant :                          | 2,4 tonnes | étage descente : 7,9 tonnes étage remontée : 2,3 tonnes                                     |
| Propulsion principale                | |                                                                                             |
| Ergols                               | N2O4/UDMH | N2O4/UDMH                                                                                   |
| Moteurs                              | Propulsion principale : poussée modulable de 8,56 kN à 20,10 kN Propulsion de secours : poussée fixe de 20 kN | étage de descente : poussée modulable de 4,7 à 45 kN étage remontée : 15 kN (non modulable) |
| Delta-V                              | 2 700 m/s (montée et descente)                                                                                | descente 2 470 m/s montée 2 220 m/s                                                         |
| Moteurs de contrôle d'attitude (RCS) | |                                                                                             |
| Ergols                               | N2O4/UDMH) | N2O4/UDMH)                                                                                  |
| Moteurs                              | 8 × 390N et 8 × 98N                                                                                           | 16 × 445 N                                                                                  |
| Performances                         | |                                                                                             |
| Endurance :                          | 48 heures | 35 h /67 h                                                                                  |
| ²À partir d'Apollo 15                | |                                                                                             |

## Déroulement d'une mission et rôle du module LK

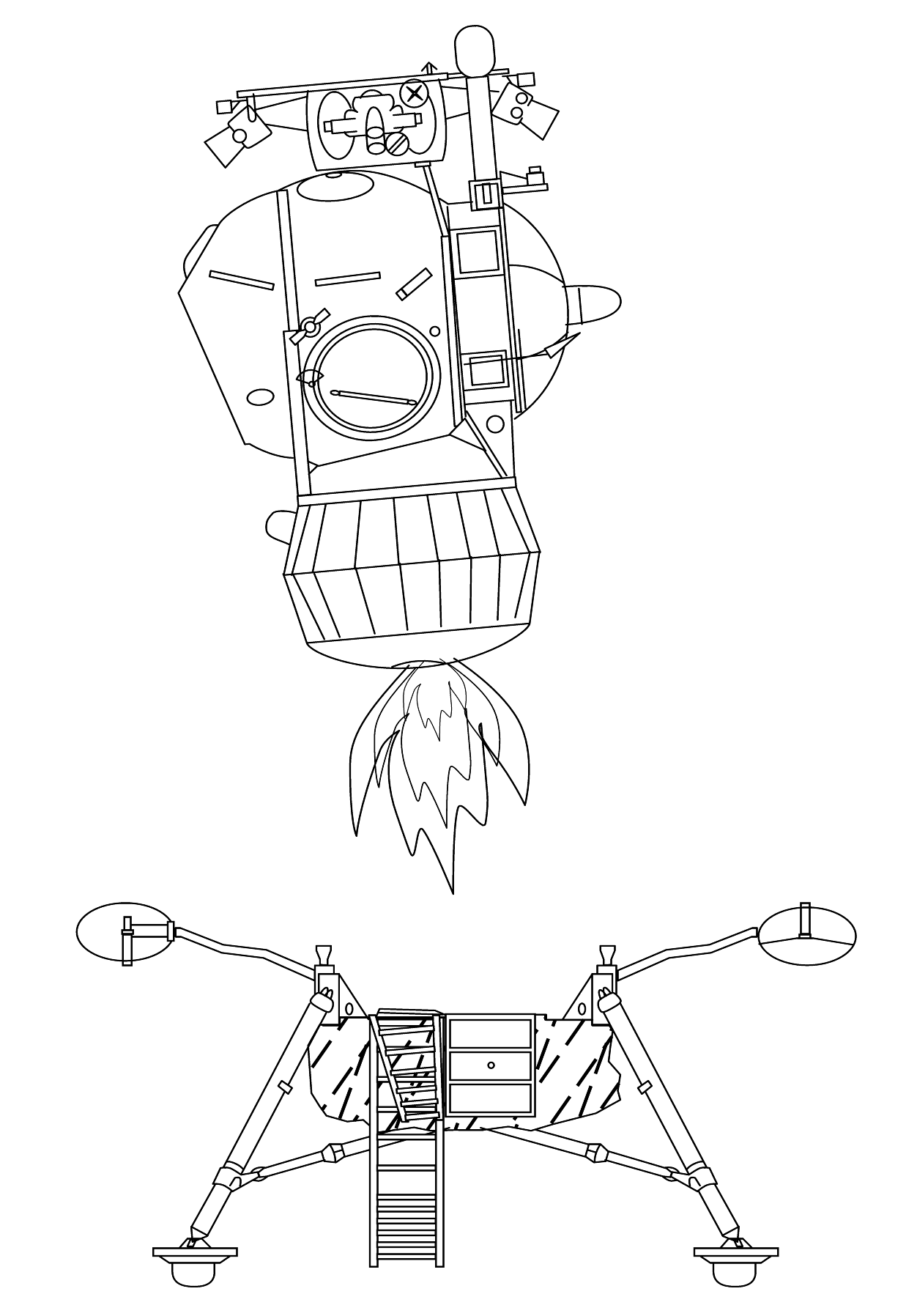
Décollage du module LK.

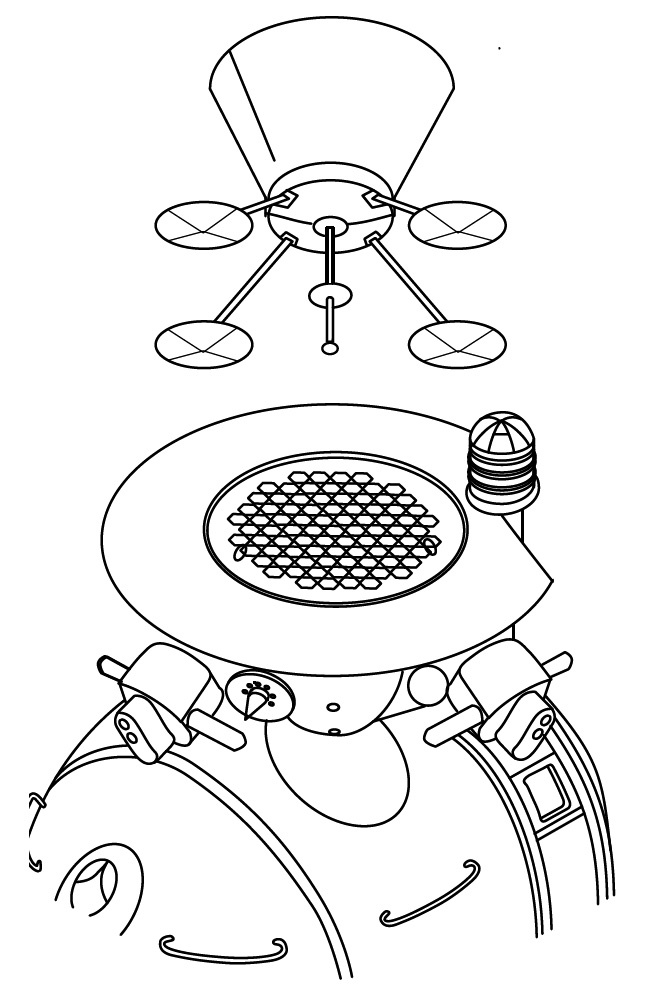
Le système d'amarrage simplifié et sans écoutille du module LK

Le scénario d'utilisation du module lunaire LK est le suivant :

### Transit vers la Lune
Le module lunaire LK fait partie de l'ensemble L1 pesant 91 tonnes placé sur une orbite basse de 220 km par la fusée géante N1. L'ensemble L1 comprend les blocs (étages) G, D, le module lunaire LK et le vaisseau LOK dans lequel l'équipage se tient. L'ensemble L1 reste en orbite terrestre 24 heures afin que son équipage puisse vérifier le fonctionnement de tous les systèmes puis l'étage G utilise son moteur durant 480 secondes pour placer l'ensemble L1 sur une trajectoire le menant à proximité de la Lune. Le bloc G est largué quelques minutes plus tard. La trajectoire suivie permet, en cas de défaillance, de ramener l'équipage à proximité de la Terre après avoir fait le tour de la Lune (scénario appliqué lors de la mission américaine Apollo 13). Le bloc D est utilisé pour effectuer deux petites corrections de trajectoire durant le transit vers la Lune dont la première a lieu 8 à 10 heures après le départ de l'orbite terrestre et la deuxième 24 heures avant d'arriver à proximité de la Lune.

### Mise en orbite lunaire et atterrissage du module LK
Après environ quatre jours de transit, le bloc D est mis à feu quelques secondes pour réduire la vitesse de l'ensemble L1 et le placer sur une orbite lunaire de 150 km. Durant les 4e et  14e orbites, le bloc D est mis à feu pour réduire l'altitude et placer l'ensemble sur une orbite elliptique de 100 sur 20 km. L'équipage vérifie le module LK depuis le LOK, puis l'écoutille du module orbital du LOK est ouverte et le commandant de la mission, qui s'est équipé de la combinaison spatiale Kretchet-94 (en) commence une sortie extravéhiculaire. L'ingénieur de vol, qui porte une combinaison spatiale plus légère de type Orlan, reste dans le compartiment dépressurisé pour assister le commandant si nécessaire. Ce dernier se déplace le long de l'ensemble L1 assisté par un bras mécanique, puis ouvre une première écoutille dans le carénage qui entoure le LK puis l'écoutille du LK avant de pénétrer dans celui-ci. Il vérifie tous les systèmes du module lunaire LK puis, après avoir fermé l'écoutille et pressurisé le compartiment, déclenche à un moment bien précis de l'orbite lunaire la séparation de l'ensemble formé par le module LK et le bloc D du vaisseau LOK dans lequel est resté l'ingénieur de vol. Le carénage qui recouvre le module lunaire est largué. Le bloc D est mis à feu une dernière fois pour réduire la vitesse du module lunaire à 100 m/s puis est largué. Lorsque l'altimètre Planet du module lunaire détecte que celui-ci ne se trouve plus qu'à 1,5–2 km du site d'atterrissage, le moteur du LK (bloc Ye) est mis à feu pour annuler la vitesse résiduelle durant la phase de descente finale. Le commandant, qui module la poussée du moteur manuellement, dispose de 25 secondes de carburant, pour survoler la zone et choisir un site d'atterrissage avant de se poser. Au moment où le train d'atterrissage touche le sol, quatre petites fusées à propergol solide sont mises à feu pour plaquer le LK sur le sol et l'empêcher de rebondir ou de basculer. Si un problème se produit durant la phase de descente, le module est réorienté, le train d'atterrissage est largué et le moteur est mis à pleine puissance pour remonter en orbite puis effectuer une manœuvre de rendez-vous avec le vaisseau LOK.

### Séjour sur la Lune
À la suite de l'atterrissage, le commandant vérifie les systèmes du LK ainsi que le fonctionnement de sa combinaison spatiale Kretchet-94. Il dépressurise le compartiment dans lequel il se tient puis sort par l'écoutille ovale située sur le côté du module avant de descendre à l'aide de l'échelle sur le sol lunaire. Une caméra fixée à l'extérieur du module suit sa descente. Les images sont retransmises à la Terre via une antenne fixée sur le train d'atterrissage. Il déploie ou utilise les outils et instruments qui sont logés dans un compartiment du train d'atterrissage puis collecte des échantillons du sol. La durée du séjour en surface est comprise entre une heure et demie et six heures. À la fin de sa sortie, le commandant réintègre le module lunaire qui est pressurisé et entame une période de repos. La phase de décollage est précédée par la section des liaisons électriques et mécaniques qui solidarisent le train d'atterrissage LPU et le reste du module lunaire. Les moteurs du bloc Ye sont mis à feu et le module lunaire s'élève pour se placer en orbite.

### Rendez-vous avec le LOK
C'est le LOK qui effectue les manœuvres permettant le rendez-vous avec le module LK, ce dernier, une fois en orbite, restant passif. Le déroulement des manœuvres est entièrement automatique mais le pilote du LOK peut reprendre les commandes si nécessaire. Le système d'amarrage Kontact permet d'amarrer les deux vaisseaux sans qu'ils soient parfaitement alignés. Une fois l'amarrage effectué, le commandant effectue une sortie extravéhiculaire pour rejoindre le LOK en emportant avec lui les échantillons de roches collectés à la surface de la Lune. Il réintègre le LOK via l'écoutille du module orbital puis le module LK est largué. Le moteur principal du LOK est mis à feu au cours de l'orbite suivante, alors que le vaisseau se trouve sur la face cachée de la Lune, et celui-ci quitte l'orbite lunaire pour entamer le voyage de retour vers la Terre. Après avoir effectué deux corrections de trajectoire durant le transit d'une durée de 82 heures, les modules orbital et de service du LOK sont largués. Le module de descente avec les deux cosmonautes à bord entame la descente vers la Terre sous un angle tel qu'il rebondit deux fois ce qui permet de réduire sa vitesse. Il effectue alors une rentrée atmosphérique puis se pose sur le territoire de l'Union soviétique.

### Sources et bibliographie
- (en) Asif A. Siddiqi, Spoutnik and the soviet space challenge, University Press of Florida, 2003, 527 p. (ISBN 978-0-8130-2627-5)
- (en) Asif A. Siddiqi, The soviet space race with Apollo, University Press of Florida, 1996, 489 p. (ISBN 978-0-8130-2628-2)
- Jacques Villain, À la conquête de l'espace : de Spoutnik à l'homme sur Mars, Paris, Vuibert Ciel & Espace, 2007, 2e éd., 310 p. (ISBN 978-2-7117-2084-2)